# خاویر اسکایچ
خاویر اسکایچ (انگلیسی: Xavier Escaich؛ زادهٔ ۶ سپتامبر ۱۹۶۸) بازیکن فوتبال بازنشسته اهل اسپانیا که در پست مهاجم بازی می‌کرد.
اسکایچ دوران حرفه‌ای خود را در باشگاه خیمناستیک تاراگونا در لیگ سگوندا دیویسیون بی آغاز کرد و در این لیگ ۲۵ گل در ۳۶ بازی به ثمر رساند.
وی همچنین در تیم ملی فوتبال کاتالونیا بازی کرده‌است.